# Gastón González (calciatore 1988)
Gastón Germán González (Lanús, 23 febbraio 1988) è un calciatore argentino, centrocampista del Deportivo Morón.

## Caratteristiche tecniche
È un centrocampista centrale.

## Carriera
Cresciuto nel settore giovanile del Platense, con cui ha debuttato nel 2008, dal 2011 al 2016 ha giocato in Grecia in Gamma Ethniki, fatta eccezione la stagione 2012-2013 in Souper Ligka Ellada.